# Piotr Królik
Piotr Królik – muzyk sesyjny, perkusista zespołów Brathanki i Indigo.

## Życiorys
W 1998 został jednym z muzyków zespołu Brathanki, z którym wydał sześć albumów studyjnych: Ano! (2000), Patataj (2001), Galoop (2003), Brathanki grają Skaldów (2011), Kolędy (2012) i moMtyle (2014).
Przez wiele lat współpracował z Renatą Przemyk podczas koncertów i nagrań płyt.
W 2001 wraz z Magdą Steczkowską założył zespół Indigo, z którym wydał trzy albumy studyjne: Ultrakolor (2003), Cuda (2009) i Pełnia (2012).
W 2018 uczestniczył z żoną Magdą Steczkowską w pierwszej edycji programu rozrywkowego TVN Ameryka Express.

## Życie prywatne
22 września 2001 poślubił Magdę Steczkowską. Mają trzy córki: Zofię (ur. 2002), Michalinę (ur. 2009) i Antoninę (ur. 2011).

## Dyskografia

### Albumy studyjne

#### Magda Steczkowska i Indigo
- Ultrakolor (2003)
- Cuda (2009)
- Pełnia (2012)

#### Brathanki
- Ano! (2000)
- Patataj (2001)
- Galoop (2003)